# Pililla
Pililla (Bayan ng Pililla) är en kommun i Filippinerna. Kommunen ligger på ön Luzon, och tillhör provinsen Rizal. Folkmängden uppgår till 45 275 invånare.
Pililla är indelat i 9 barangayer.